# Panzerkaserne (Flensburg)
Die Panzerkaserne in Flensburg-Nordstadt wurde in den 1930er Jahren errichtet und diente bis 2015 der Bundeswehr als Gebäude. Sie gehört zu den Kulturdenkmalen der Stadt.

## Lage und Gestalt
Die Kaserne liegt am Rand der Nordstadt, westlich, direkt neben der Junkerhohlweg-Kaserne aus den 1890er Jahren, die jedoch schon im benachbarten Stadtteil Neustadt liegt. Nahe den beiden Kasernen lag zudem seit dem Jahr 1877 die Duburg-Kaserne. Die Panzerkaserne besitzt zwei Straßenadressen. Sie trägt zum einen die Adresse Schwarzental Nr. 4. Der Straßenname Schwarzental bezieht sich auf das Schwarzenbachtal, einem Kerbtal, an dessen bebauten Ende die Kaserne liegt. Des Weiteren trägt die Kaserne auch noch die Adresse Meiereistraße Nr. 4. In der Meiereistraße, die ihren Namen 1899 offiziell erhalten hatte, befand sich die Flensburger Meierei eGmbH. Der Straßenname nimmt somit Bezug auf diese Meierei, die bis zum Jahr 1959 existierte, als sie mit der Adelbyer Meierei fusionierte.
Die Kasernenanlage besteht aus dem L-förmigen Hauptgebäude/Mannschaftsgebäude, dem Wachpavillon an der Zufahrtsstraße der Kaserne und dem auf der Westseite befindlichen Werkstattgebäude. Die im Süden gelegenen Garagen wurden 2020 abgerissen. Östlich, neben dem Hauptgebäude gelegene Lagerhallen wurden bereits abgebrochen. Das Hauptgebäude der Panzerkaserne, die eigentliche Kaserne, wurde als mehrgeschossiges Backsteingebäude realisiert. Der Ostflügel beherbergt zwei Geschosse, der Südflügel drei Geschosse. Auf beiden Flügel ruht jeweils ein Walmdach. Das Gebäude wird im inneren durch durchgehende Mittelflure erschlossen.

## Geschichte

### Errichtung
Die Panzerkaserne wurde 1935/36 errichtet. Für die Verwirklichung verantwortlich war das Heeresbauamt Rendsburg. In Betrieb genommen wurde die Panzerkaserne am 19. Mai 1936. Die Kaserne wurde somit kurz vor dem Zweiten Weltkrieg eingerichtet. Sie war nicht der einzige militärische Bau, der in der NS-Zeit in Flensburg errichtet wurde. Der Stützpunkt Flensburg-Mürwik wurde seit 1933 ausgebaut. Die Grenzland-Kaserne im Norden der Stadt wurde 1937 errichtet. Der Flugplatz Flensburg-Schäferhaus wurde 1940 ausgebaut. Außerdem wurde für den Krieg die Flensburger Werft auf die Rüstungs- und Kriegsproduktion umgestellt.

### Zeit der Militärischen Nutzung
Welche Einheiten in der Panzerkaserne vor und in der Zeit des Krieges stationiert waren, ist nicht ganz klar. Vermutlich war in der Kaserne nur eine Panzerabwehr-Einheit stationiert, also wohl keine Panzereinheit. Panzer wurden zumindest jedoch später, in der Zeit des Kalten Krieges, in der nahgelegenen Alten Werft (vgl. Flensburger Fahrzeugbau) repariert. Gleichzeitig befanden sich in der etwas weiter nördlich gelegenen Grenzland-Kaserne auch Panzereinheiten. Nach dem Zweiten Weltkrieg wurde die benachbarte Grenzlandkaserne von der Britischen Armee übernommen und nach deren Abzug 1948 für die nächsten fünf Jahre von den Norwegern bezogen. Möglicherweise wurde die Panzerkaserne in dieser Zeit ebenfalls von Briten und Norwegern genutzt.
Mitte der 1950er Jahre wurde die Bundeswehr gegründet. In dieser Zeit wurde die Panzerkaserne wieder vom Militär übernommen. In der Kaserne richtete die Bundeswehr eine Standortverwaltung (StOV) ein, die dementsprechend für logistische Aufgaben zuständig war. Die Standortverwaltung war die erste Bundeswehreinrichtung die in Flensburg eingerichtet wurde. In der Folgezeit wurden auch andere militärische Einrichtungen und Kasernen in Flensburg reaktiviert, beispielsweise die Marineschule Mürwik. Die Standortverwaltung beschäftigte in den 60er- und 70er-Jahren 1700 Arbeitnehmer und 400 Beamte. Sie war damals der größte Arbeitgeber der Region. 2007 wurden bundesweit alle Standortverwaltungen in Bundeswehr-Dienstleistungszentren (BwDLZ) umgewandelt, so auch die in der Flensburger Panzerkaserne.
2011 gab es Überlegungen, das Bundeswehr-Dienstleistungszentrum in Husum oder in Flensburg zu schließen. Anfang November 2011 verfügte das Bundesministerium der Verteidigung in Bonn die Schließung der Kaserne in der Meiereistraße. Gleichzeitig wurde die Auflösung des Fernmeldebereichs 91 in Mürwik beschlossen. 350 Dienstposten sollten mit beiden Maßnahmen am Bundeswehrstandort Flensburg eingespart werden. Spätestens bis zum ersten Quartal 2017 sollte die Panzerkaserne geschlossen werden. Am 1. Januar 2014 wurde das Bundeswehr-Dienstleistungszentrum Flensburg außer Dienst gestellt. In der nachfolgenden Zeit der Abwicklung hieß die Einrichtung Bundeswehr-Dienstleistungszentrum Husum, denn der noch weiterhin laufende Betrieb wurde von dort gesteuert. Matthias Leckel, der Präsident des Bundesamtes für Infrastruktur, Umweltschutz und Dienstleistungen der Bundeswehr, betonte beim Festakt zur Außerdienststellung, dass die Bundesverwaltung in Flensburg bleiben werde. Einige Mitarbeiter des Bundeswehr-Dienstleistungszentrum erhielten bis zum kommenden Rentenalter reduzierte Bezüge, bei einem ruhenden Beschäftigungsverhältnis. Zehn Mitarbeiter erhielten einen neuen Arbeitsplatz beim Hauptzollamt. Auch die restlichen nicht mehr benötigten Mitarbeiter wurden in öffentlichen Dienststellen untergebracht. Dennoch verblieben knapp 300 Beschäftigte und 58 Beamte in Flensburg, Glücksburg, Hürup, Jagel und Kropp, die weiter sich um die Betreuung und Unterstützung der 2900 Soldaten und 1200 Zivilbeschäftigten der zwölf lokalen Liegenschaften der Bundeswehr kümmern sollten. Schon im Dezember 2015 stand die Panzerkaserne leer.

### Konversion
Mit dem beschlossenen Ende des Bundeswehr-Dienstleistungszentrums Flensburg geriet die Panzerkaserne in die Konversion. Ende des Jahres 2015 wurde im Zuge der Flüchtlingskrise durch die Landesregierung Schleswig-Holsteins,  die Einrichtung einer Erstaufnahmeeinrichtung für Flüchtlinge in der Panzerkaserne geprüft. Die Erstaufnahmeeinrichtung wurde nicht realisiert. Die Stadt Flensburg nutzte ihr Vorkaufsrecht und erwarb das Kasernengelände von der Bundesanstalt für Immobilienaufgaben zum Ende des Jahres 2015.
Im Jahr 2015 begannen Planungen der Stadt Flensburg für das „Wohnquartier Schwarzenbachtal“. Zunächst wurde ein Architektenwettbewerb veranstaltet. Zu überplanen war das 6,8 Hektar große Areal der Panzerkaserne sowie des durch die Stadt ebenfalls erworbenen angrenzenden Gewerbeflächenareals, zwischen Panzerkaserne und Junkerhohlweg-Kaserne. Im Juli 2016 hat sich das Rathaus für einen Architekten-Entwurf entschieden. Als Investoren des Projektes sollen die Gewoba Nord eG aus Schleswig, Bauplan Nord GmbH & Co. KG aus Flensburg, die Glockenweiß GmbH aus Berlin und Hanseatische Real Estate Finanz Holding AG aus Reinbek fungieren. Die Pläne sehen den Erhalt des Hauptgebäudes der Panzerkaserne vor. Das Wohnquartier soll östlich des Hauptgebäudes entstehen und nach Verwirklichung aus mehrstöckigen, modernen Flachdachhäusern bestehen, die sich bis zur Junkerhohlweg-Kaserne ausbreiten. Im neuen Stadtquartier sollen durch diese Maßnahme über 400 Wohnungen geschaffen werden. Westlich neben dem Hauptgebäude soll ein Kindergarten entstehen. Das westlich gelegene Werkstattgebäude läge danach beim Kindergarten und soll zumindest teilweise erhalten bleiben. Bei dem zu erhaltenden Teil handelt sich wohl um die älteste Bauschicht des Werkstattgebäudes, die in Zukunft als „Bewegungshalle“ dienen sollen. Auch der Wachpavillon soll integriert werden, ein Kiosk ist dort angedacht. Auf dem einstigen Appellplatz auf der Ostseite des Hauptgebäudes sind Bewohnergärten angedacht. Das Projekt soll bis 2021 realisiert werden.